# Urs Kälin
Urs Kälin (n. 26 februarie 1966, Bennau⁠(d), cantonul Schwyz, Elveția) este un schior alpin elvețian, medaliat olimpic. A participat la o ediție a Jocurilor Olimpice (1994) în care a câștigat o medalie de argint.

## Participări
Lista de mai jos prezintă principalele competiții la care a participat Urs Kälin de-a lungul carierei.
- Alpint under Vinter-OL 1994 – Storslalåm menn[*]